# Élections sénatoriales de 2024 en république démocratique du Congo
Des élections sénatoriales ont lieu en république démocratique du Congo le 29 avril 2024 afin de renouveler les membres du Sénat, élus au scrutin indirect par les membres des assemblées provinciales.
Le scrutin fait suite à la réélection du président Félix Tshisekedi à l'élection présidentielle du 20 décembre 2023, mais également aux élections législatives et provinciales organisées le même jours, des dernières aboutissant au renouvellement du collège électoral chargé d'élire les sénateurs.
L'enjeu du scrutin repose ainsi sur la capacité de la coalition Union sacrée de la nation, menée par l'Union pour la démocratie et le progrès social (UDPS) de Félix Tshisekedi, à s'imposer également à la chambre haute. Cette dernière sort grande gagnante en remportant une large majorité.

## Contexte

### Scrutins de 2019

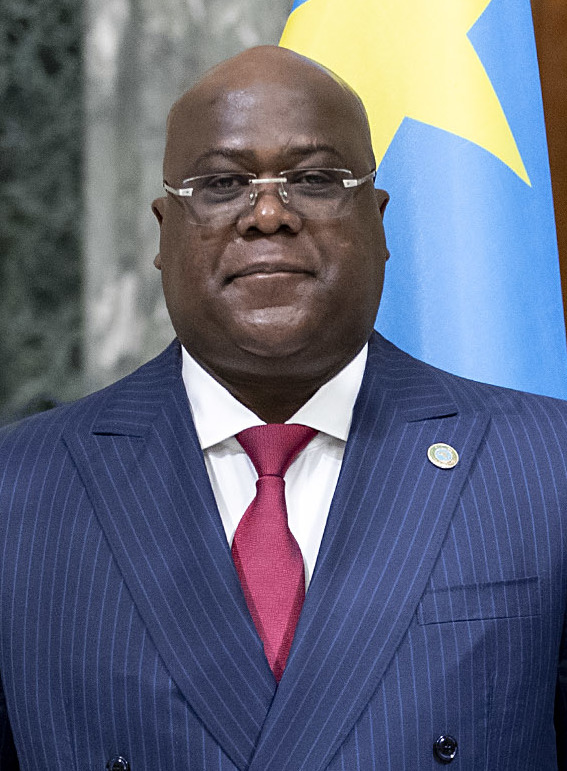
Félix Tshisekedi

Les précédentes élections sénatoriales en mars 2019 avaient été entachées de nombreux cas de corruptions, les députés provinciaux se faisant acheter leurs voix entre 20 000 et 50 000 dollars par les candidats sénateurs les plus offrants. De nombreux membres de l'administration du président sortant, Joseph Kabila, visée par les sanctions internationales, avaient en effet fait monter les enchères en cherchant à s'assurer une immunité par l'obtention d'un siège à la chambre haute. L'UDPS échoue en retour à remporter des sièges dans des provinces pourtant acquises, provoquant la colère de ses adhérents. Les manifestations qui s'ensuivent font un mort. Le 18 mars, le président Tshisekedi nouvellement élu suspend les nominations des sénateurs et ordonne au procureur général d'enquêter sur les allégations d'achat de voix. La suspension est cependant levée le 29 mars, suscitant une polémique quant à la volte-face présidentielle. Le chef de l’État est ainsi soupçonné d'avoir subi des pressions de la part du Front commun pour le Congo de Joseph Kabila, allant jusqu'à la menace d'une destitution par le parlement.
Le Front commun remporte alors une majorité écrasante au Sénat après celle obtenue aux législatives, faisant subir une cohabitation pendant plus de deux ans au président Tshisekedi. Celle ci prend cependantt fin peu avant 2023,. Felix Tshisekedi annonce en effet le 20 décembre 2020 la fin de l'alliance du Front avec sa propre coalition, étant parvenu à provoquer le changement de bord de plusieurs centaines de parlementaires en capitalisant sur les nombreuses erreurs politiques de Kabila. Connu pour son mutisme, l'ancien président multipliait en effet les marques de déconsidération envers les cadres de son parti, auxquelles s'était ajouté le choix discutable de Sylvestre Ilunga pour Premier ministre, qui privilégiait un novice face aux caciques du parti. Fort des moyens de la présidence Felix Tshisekedi rallie à lui l'essentiel des déçus de Kabila au sein d'une nouvelle coalition, l'Union sacrée de la nation, mettant ainsi fin à la période de cohabitation,,.

### Scrutins de 2023
Si Félix Tshisekedi sort largement vainqueur de l'élection présidentielle qui le voit réélu avec plus de 73 % des voix, l'Union pour la démocratie et le progrès social (UDPS) ne décroche qu'une majorité relative des sièges aux législatives, bien que renforcée par ses alliés réunis au sein de l'Union sacrée de la nation,,.
La convocation du collège électoral chargée d'élire les sénateurs est initialement prévue pour le 1er janvier 2024, suivie des élections sénatoriales le 24 février,. La convocation ainsi que les élections sont cependant reportées, respectivement au 1er février et 31 mars, en raisons du retard provoqué dans le dépouillement des résultats par des cas de fraude ainsi que la progression dans l'Est du groupe rebelle Mouvement du 23 mars. Ce dernier rend impossible l'organisation des élections provinciales dans le territoire de Kwamouth (province de Mai-Ndombe) et dans ceux de Masisi et Rutshuru (Nord-Kivu), ce qui reporte à une date indéterminée l'élection des sénateurs de ces deux provinces.
Les retards amènent les sénatoriales à faire l'objet de deux nouveau reports début mars, la Ceni les fixant successivement au 7 avril, puis au 21, et enfin au 29,,. Les élections dans les provinces de Mai-Ndombe et du Nord-Kivu sont quant à elles prévues le 26 mai,.
Les listes définitives des candidats sont rendues publiques le 16 avril. Le 25, cependant, constatant que l'assemblée provinciale de la province de l'Équateur n'est toujours pas pleinement mise en place, la Ceni décide de reporter au 7 mai l'élection des sénateurs de cette province.
La veille du scrutin du 29 avril, la Ceni reporte également au 8 mai l'élection des sénateurs de la province de l'Ituri, en raison de l'annulation partielle des résultats des élections provinciales de cette province par sa Cour d'appel le 1er avril précédent, ainsi que par l'inéligibilité de plusieurs candidats décidée par cette même cour. Le 7 mai, les résultats définitifs tardant toujours à être rendus publics, le scrutin est à nouveau reporté, au 24.
Enfin, les élections sont reportées à une date indéterminée dans les provinces du Kwilu et du Nord-Ubangi en raison de l'annulation des élections provinciales dans les territoires de Yakoma et Masimanimba. Les élections sénatoriales sont par conséquent subordonnées à la tenue de nouvelles élections dans ces territoires.

### Corruption
Les pratiques de corruption des grands électeurs rendues flagrantes en 2019 sont particulièrement redoutées, au point de pousser l'agence anti-corruption de la présidence (Aplc) à mettre en place un numéro vert afin d'encourager les individus sollicités à en dénoncer les auteurs. Le 28 février, la Commission électorale nationale indépendante (Ceni) fustige à son tour publiquement les actes de corruptions de certains candidats auprès des députés provinciaux, ainsi que des exigences de versements de sommes d'argents de la part de ces derniers. La Ceni rappelle à cette occasion que ces individus s'expose à des poursuites « exemplaires »,.
Le président Felix Tchisekedi intervient à son tour le 12 mars en demandant à la ministre de la Justice et Garde des sceaux, Rose Mutombo, de se mettre en rapport avec le procureur général pour ouvrir des enquêtes et appliquer des « sanctions sévères » envers les coupables.

## Système électoral
Le Sénat est composé de 108 sièges à raison de quatre sièges par province et huit pour la ville de Kinshasa. Ils sont pourvus pour cinq ans au scrutin proportionnel plurinominal indirect avec listes ouvertes et une seule voix préférentielle par un collège électoral composé des députés provinciaux. La répartition se fait selon la règle du plus fort reste. Chaque Sénateur est élu avec deux suppléants,.
Les anciens présidents de la République sont de droit sénateurs à vie. Joseph Kabila est le premier président de la troisième république à l'être devenu en 2019, son prédécesseur Laurent-Désiré Kabila ayant été assassiné au cours de ses fonctions.

## Résultats
| Coalition | Coalition                                                                  | Sièges | +/-           |
| --------- | -------------------------------------------------------------------------- | ------ | ------------- |
|           | Indépendants                                                               | 21     |               |
|           | Union pour la démocratie et le progrès social-Tshisekedi (UDPS/Tshisekedi) | 13     |               |
|           | Agissons et bâtissons (AB)                                                 | 5      |               |
|           | Alliance 2024 (A24)                                                        | 4      |               |
|           | Mouvement de libération du Congo (MLC)                                     | 4      |               |
|           | Alliance des Forces Démocratiques du Congo et Alliés (AFDC-A)              | 4      |               |
|           | Ensemble pour la République (ENSEMBLE)                                     | 3      |               |
|           | Alternative Vital Kamerhe 2018 (A/VK2018)                                  | 3      |               |
|           | À nous de bâtir le Congo (ANB)                                             | 3      |               |
|           | Alliance des acteurs attachés du peuple (AAAP)                             | 2      |               |
|           | Actions des alliés / Tous pour le développement du Congo (2A/TDC)          | 2      |               |
|           | Autre Vision du Congo et Alliés (AVC-A)                                    | 2      |               |
|           | Action pour la Rupture et le Dévelopement et Alliés (ARDEV-A)              | 2      |               |
|           | Action des alliés pour la convention (AA/C)                                | 1      |               |
|           | Alliance pour les valeurs (AV)                                             | 1      |               |
|           | Alliance pour les triple et Alliés (A3A)                                   | 1      |               |
|           | Alliance des nationalistes (AN)                                            | 1      |               |
|           | Forces politiques alliés à l'UDPS (FPAU)                                   | 1      |               |
|           | Alternative chrétienne pour le Congo (A1)                                  | 1      |               |
|           | Alliances des Tshisekedistes Unifiés et Alliés (ATUA)                      | 1      |               |
|           | Alliance des Congolais Progressistes et Alliés (ACP-A)                     | 1      |               |
|           | Action pour la Reconstruction et le Travail et Alliés (ART&A)              | 1      |               |
|           | Action des Alliés et Union pour la Nation Congolaise (A/A-UNC)             | 1      |               |
|           | Courant des Démocrates Rénovateurs (CDER)                                  | 1      |               |
|           | Action des Alliés Acquis à la Démocratie (AAAD)                            | 1      |               |
|           | Action Pour la Cause Fédérative (APCF)                                     | 1      |               |
|           | Autres formations                                                          | 0      |               |
|           | Sénateurs à vie                                                            | 1      | en stagnation |
|           | Sièges non-pourvus en avril                                                | 24     | –             |
|           |                                                                            |        |               |
| Total     | Total                                                                      | 129    | 20            |

## Analyse
Le scrutin est une victoire « écrasante » pour l'Union sacrée de la nation (USN) menée par l'Union pour la démocratie et le progrès social (UDPS) du président Félix Tshisekedi. L'USN obtient une large majorité au Sénat, en plus de la quasi totalité des gouverneurs de province élus le même jour au suffrage indirect dans les assemblées provinciales.